# Tequila Sunrise (film)
Voir Tequila Sunrise pour le cocktail.
Pour plus de détails, voir Fiche technique et Distribution.
Tequila Sunrise est un film américain réalisé par Robert Towne, sorti en 1988.

## Synopsis
Dale « Mac » McKussic, ancien trafiquant de drogue, veut éviter les problèmes. Son ancien camarade Nick Frescia est devenu flic et se donne pour mission de le coincer. Entre Nick et Mac : une jolie femme, Jo Ann, propriétaire d'un restaurant italien ; et, pour corser les affaires, un dealer mexicain, Carlos, qui ne fait pas dans la dentelle.

## Fiche technique
- Titre : Tequila Sunrise
- Réalisation : Robert Towne
- Scénario : Robert Towne
- Musique : Dave Grusin
- Photographie : Conrad L. Hall
- Montage : Claire Simpson
- Production : Thom Mount
- Société de production : Cinema City Films et The Mount Company
- Société de distribution : Warner Bros.
- Pays :  États-Unis
- Langues : anglais et espagnol
- Format : Couleur - Dolby Stéréo - 35 mm - 1.85:1
- Genre : Drame, romance et thriller
- Budget : 23 000 000 $
- Recettes : 105 932 000 $
- Durée : 115 min
- Dates de sortie : 
  - États-Unis : 2 décembre 1988
  - France : 29 mars 1989

## Distribution
- Mel Gibson (VF : Jacques Frantz) : Dale « Mac » McKussic
- Michelle Pfeiffer (VF : Virginie Ledieu) : Jo Ann Vallenari
- Kurt Russell (VF : Emmanuel Jacomy) : lieutenant Nicholas « Nick » Frescia
- Raúl Juliá (VF : Med Hondo) : Carlos / le commandante Xavier Escalante
- J. T. Walsh (VF : Michel Derain) : Hal Maguire
- Arliss Howard (VF : Philippe Peythieu) : Gregg Lindroff
- Arye Gross (VF : Roland Timsit) : Andy Leonard
- Gabriel Damon (VF : Emmanuel Garijo) : Cody McKussic
- Daniel Zacapa (VF : Mario Santini) : Arturo
- Tom Nolan (VF : Philippe Vincent) : Leland
- Ann Magnuson (VF : Martine Meirhaeghe) : Shaleen

 Source et légende : version française (VF) sur RS Doublage

## Distinctions
Sauf indication contraire, les informations mentionnées dans cette section peuvent être confirmées par la base de données cinématographiques IMDb,  présente dans la section « Liens externes ».

### Récompenses
- American Society of Cinematographers Awards 1989 : meilleure photographie pour un film pour Conrad L. Hall
- ASCAP Film and Television Music Awards 1990 : meilleure chanson pour le cinéma pour Surrender to Me (Richard Marx et Ross Vannelli)

### Nominations
- Oscars 1989 : meilleure photographie pour Conrad L. Hall
- National Society of Film Critics Awards 1990 : meilleure photographie pour Conrad L. Hall
- Young Artist Awards 1990 : meilleur jeune acteur dans un second rôle pour Gabriel Damon